# Bolond, bolond világ
A Bolond, bolond világ (eredeti cím: It's a Mad, Mad, Mad, Mad World) 1963-ban bemutatott amerikai vígjáték, Spencer Tracy főszereplésével. A filmet 1998-ban az Amerikai Filmintézet Minden idők 100 legjobb amerikai filmje közé sorolta.

## Cselekmény
Az „Ehető hínár”-társaság elnöke, felesége és rettentő anyósa egy kocsiban; egy fogorvos és felesége a másikban; egy bútorszállító a kamionjában, s egy forgatókönyvíró-pár a negyedikben. E társaság egy balesetnél találkozik, így a véletlen hozza úgy, hogy jelen vannak Mosolygós Grogan utolsó szavainál… A börtönviselt Grogan 15 évvel ezelőtt elásott 350 ezer dollárt egy kaliforniai parkban. Grogan részleteket árul el a rejtekhelyről, melyet innentől fogva nemcsak a fent említett tucatnyi jelentkező, hanem még néhány kereskedő, playboy és taxis és a rendőrségen dolgozó Culpeper (Spencer Tracy) is keres… Ezek a különben normális emberek, most mint a bolondok száguldoznak Kalifornián át, hogy megtalálják szerencséjüket.

## Szereplők
| Szereplő                              | Színész                    | Magyar hang                                 | Magyar hang                         |
| Szereplő                              | Színész                    | 1. magyar változat (Magyar Televízió, 1977) | 2. magyar változat (Duna Televízió) |
| ------------------------------------- | -------------------------- | ------------------------------------------- | ----------------------------------- |
| C. G. Culpepper kapitány              | Spencer Tracy              | Mádi Szabó Gábor                            | Gruber Hugó                         |
| J. Russell Finch                      | Milton Berle               | Zenthe Ferenc                               | Szombathy Gyula                     |
| Melville Crump                        | Sid Caesar                 | Sinkó László                                | Kőszegi Ákos                        |
| Benjy Benjamin                        | Buddy Hackett              | Harkányi Endre                              | Kocsis György                       |
| Mrs. Marcus                           | Ethel Merman               | Tábori Nóra                                 | Szabó Éva                           |
| Ding `Dingy` Bell                     | Mickey Rooney              | Petrik József                               | Kassai Károly                       |
| Sylvester Marcus                      | Dick Shawn                 | Sallai Tibor                                | Csankó Zoltán                       |
| Otto Meyer                            | Phil Silvers               | Velenczey István                            | Kristóf Tibor                       |
| J. Algernon Hawthorne alezredes       | Terry-Thomas               | Agárdy Gábor                                | Szacsvay László                     |
| Lennie Pike                           | Jonathan Winters           | Csurka László                               | Besenczi Árpád                      |
| Monica Crump                          | Edie Adams                 | Moór Marianna                               | Vándor Éva                          |
| Emeline Marcus-Finch                  | Dorothy Provine            | Örkényi Éva                                 | Major Melinda                       |
| Néger taxisofőr                       | Eddie 'Rochester' Anderson | ?                                           | Hollósi Frigyes                     |
| Tyler Fitzgerald                      | Jim Backus                 | ?                                           | Áron László                         |
| Pilóta                                | Ben Blue                   | Suka Sándor                                 | Varga T. József                     |
| Union hivatalnok                      | Joe E. Brown               | ?                                           | ?                                   |
| Őrmester                              | Alan Carney                | Szabó Ottó                                  | Kardos Gábor                        |
| Nyomozó a kínai mosodánál             | Chick Chandler             | ?                                           | ?                                   |
| Sylvester barátnője                   | Barrie Chase               | ?                                           | ?                                   |
| A polgármester                        | Lloyd Corrigan             | ?                                           | Pálfai Péter                        |
| Aloysius rendőrfőnök                  | William Demarest           | Bodor Tibor                                 | Szersén Gyula                       |
| Crockett megyei seriff                | Andy Devine                | ?                                           | Horkai János                        |
| Ginger Culpepper (hangja)             | Selma Diamond              | ?                                           | Bessenyei Emma                      |
| Taxisofőr                             | Peter Falk                 | ?                                           | Breyer Zoltán                       |
| Nyomozó Grogan balesetének helyszínén | Norman Fell                | Elekes Pál                                  | Cs. Németh Lajos                    |
| Wilberforce ezredes                   | Paul Ford                  | ?                                           | Szokolay Ottó                       |
| Seriff helyettes                      | Stan Freberg               | ?                                           | ?                                   |
| Billie Sue Culpepper (hangja)         | Louise Glenn               | ?                                           | ?                                   |
| Taxisofőr                             | Leo Gorcey                 | ?                                           | ?                                   |
| Tűzoltóparancsnok                     | Sterling Holloway          | ?                                           | ?                                   |
| Mr. Dinckler                          | Edward Everett Horton      | ?                                           | ?                                   |
| Irwin                                 | Marvin Kaplan              | Balázs Péter                                | Kapácsy Miklós                      |
| Jimmy, a csaló                        | Buster Keaton              | ?                                           | ?                                   |
| Ideges autós                          | Don Knotts                 | Perlaki István                              | ?                                   |
| Reptéri ügyvezető                     | Charles Lane               | ?                                           | ?                                   |
| Miner                                 | Mike Mazurki               | ?                                           | ?                                   |
| Matthews hadnagy                      | Charles McGraw             | ?                                           | ?                                   |
| Riporter                              | Cliff Norton               | ?                                           | ?                                   |
| Gertie, telefonközpontos              | Zasu Pitts                 | Bakó Márta                                  | ?                                   |
| Rancho Conejo torony irányítója       | Carl Reiner                | ?                                           | Varga Tamás                         |
| Schwartz titkárnő                     | Madlyn Rhue                | ?                                           | ?                                   |
| Rendőr Irwin & Ray garázsánál         | Roy Roberts                | ?                                           | ?                                   |
| Ray                                   | Arnold Stang               | Versényi László                             | ?                                   |
| Teherautó sofőr                       | Nick Stewart               | ?                                           | ?                                   |
| Tűzoltó                               | Joe DeRita                 | ?                                           | ?                                   |
| Tűzoltó                               | Larry Fine                 | ?                                           | ?                                   |
| Tűzoltó                               | Moe Howard                 | ?                                           | ?                                   |
| Kínai mosodás                         | Sammee Tong                | ?                                           | ?                                   |
| Rancho Conejo torony rádiós operátora | Jesse White                | Buss Gyula                                  | ?                                   |
| Mosoly Misi                           | Jimmy Durante              | ?                                           | Botár Endre                         |
| Sivatagban lévő autós férfi           | Jack Benny                 | ?                                           | ?                                   |
| Rendőr                                | Paul Birch                 | ?                                           | ?                                   |
| Helikopterpilóta                      | John Clarke                | ?                                           | ?                                   |
| Nyomozó az eligazítóban               | Stanley Clements           | ?                                           | ?                                   |
| Reptéri tisztviselő                   | Howard Da Silva            | ?                                           | ?                                   |
| Nő a tömegben                         | Minta Durfee               | ?                                           | ?                                   |
| Nyomozó Grogan balesetének helyszínén | Nicholas Georgiade         | Pathó István                                | ?                                   |

## Díjak és jelölések
Oscar-díj (1964)
- jelölés: legjobb operatőr – Ernest Laszlo
- jelölés: legjobb vágás – Robert C. Jones, Frederic Knudtson, Gene Fowler Jr.
- jelölés: legjobb filmzene – Ernest Gold

Golden Globe-díj (1964)
- jelölés: legjobb színész – zenés film és vígjáték kategória – Jonathan Winters
- jelölés: legjobb film – zenés film és vígjáték kategória